# Керамзитова сировина Вінниччини
Керамзитова сировина Вінниччини
У м. Вінниці діє керамзитовий завод проектною потужністю 180 тис. м3 керамзитового гравію на рік. Завод розробляє Вендичанське родовище глин, що в Могилів-Подільському районі. Виробляє керамзитовий гравій з добавкою 2 % солярового масла. Розвіданими запасами сировини (4253 тис. м3) завод забезпечений.
Крім Вендичанського родовища у Вінницькій області розвідано ще ряд перспективних родовищ і проявів сировини для виготовлення керамзиту та інших легких наповнювачів.
Серед розкривних порід Студенянського родовища вапняків, яке розробляється для потреб цукрової промисловості, потужність глин, аналогічних Вендичанське досягає 10—40 м (в середній 17,6 м) при глибині залягання 0—19 м. Їх ресурси оцінені в 5,5 млн м3. Запаси розкривних глин і суглинків Клембівському родовища вапняків в Ямпільському районі становлять 680 тис. м3.
На Вінницькому керамзитовому заводі отриманий якісний керамзитовий гравій з неогенових глин Голубовського родовища, що знаходиться в Жмеринському районі. Близькі за складом і властивостями глини раніше були розвідані на Ровському і Тартакському родовищах цементної сировини поблизу Жмеринки, і на Новоприлуцькому родовищі глин поблизу Турбова.
У Могилів-Подільському районі біля сіл Лядове, Нагоряни та інших відомі поклади докембрійських глинистих сланців і аргілітів зі значно вищим коефіцієнтом спучування, ніж у Вендичанському родовищі глин.
Поблизу Могилева-Подільського відомі поклади трепелів і опоки. З трепела тут раніше виготовляли термолітовий гравій — аналог керамзиту, з нього виготовлена дослідна партія надлегкого наповнювача за оригінальною технологією. Крім того, щебінь з трепела і опоки має насипну масу 800—1000 кг/м3 і може використовуватися як дешевий наповнювач теплоізоляційних матеріалів.